# Nymphicula diehlalis
Nymphicula diehlalis là một loài bướm đêm trong họ Crambidae.